# Acacia holcocarpa
Acacia holcocarpa é uma espécie de leguminosa do gênero Acacia, pertencente à família Fabaceae.